# Néoboulé
Néoboulé (en grec ancien Νεοβούλη), Neobule ou Neoboúlē, était une femme ayant vécu à Paros en Grèce au VIIe siècle av. J.-C.

## Biographie
Néoboulé avait été promise par son père, Lycambès, au poète Achiloque de Paros mais finalement Lycambès annula le mariage à quelques jours de la fête, ayant trouvé un meilleur parti pour sa fille.
Archiloque fit à plusieurs reprises mention de Néoboulé dans son œuvre. Il parlait passionnément d'elle : d'abord pour lui exprimer son amour, ensuite pour exprimer son outrage et sa rage causés par leur rupture. Sa hargne fut telle que Néoboulé, son père et ses sœurs se suicidèrent,.  Ces poèmes sont considérés comme étant à l'origine de la satire et de la poésie iambique.
Néoboulé est citée dans une élégie de Pedanius Dioscorides. Dans ce poème les victimes semblent s'exprimer de leur tombe : « Nous, les filles de Lycambès, qui ont acquis une réputation détestable, jurons solennellement par respect pour les morts de ce tombeau, que nous n'avons pas honte de notre virginité ou de nos parents ou de Paros, la plus belle des îles, mais Archiloque cracha des reproches haineux contre notre famille. Nous jurons par les dieux et les esprits que nous n'avons posé de regard sur Archiloque ailleurs dans les rues ou dans la grande enceinte d'Héra. Si nous avions été lascives et méchantes, il n'aurait pas voulu avoir des enfants légitimes avec nous »

## Postérité

### Art contemporain
- Néoboulé figure parmi les 1 038 femmes référencées dans l'œuvre d’art contemporain The Dinner Party (1979) de Judy Chicago. Son nom y est associé à Sappho[5],[6].